# Preparateur

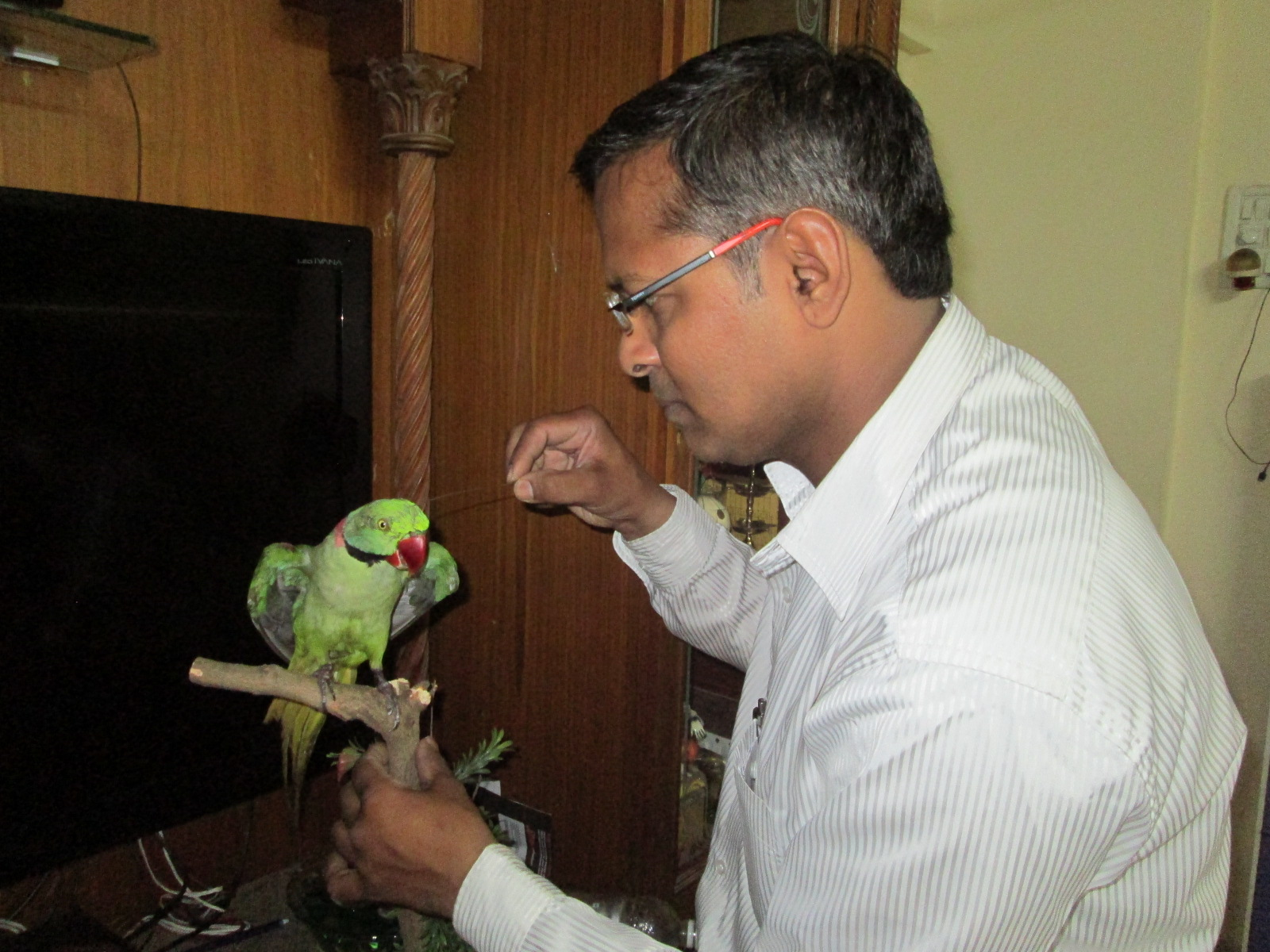
Een preparateur bekommert zich om de fijne details bij het opzetten van een Halsbandparkiet

Een preparateur is iemand die dode dieren conserveert. Hiervoor zijn verschillende technieken, zoals volledig opzetten (de vorm van het lichaam blijft dan natuurgetrouw bewaard, en het resultaat kan bijvoorbeeld worden tentoongesteld) of balgen (waarbij alleen de huid en de schedel bewaard blijven, de oorspronkelijke vorm gaat grotendeels verloren).

## Bekende preparateurs
Bekende preparateurs waren onder anderen de Britse resp. Amerikaanse ornithologen John Hancock (1808-1890) en Carl Akeley (1864-1926), beiden gezien als de vaders van de moderne taxidermie, de Amerikaanse Martha Maxwell (1831-1881), bekend geworden door haar diorama-opstellingen en als de eerste vrouwelijke natuurvorser die haar eigen dieren opzette, de Franse plantkundige en ornitholoog Jules Verreaux (1807-1873), de Britse preparateur Walter Potter (1835-1918), bekend van antropomorfische diorama's waarin hij opgezette dieren als mensen voorstelde, de Amerikaanse natuuronderzoeker en ornitholoog Charles Maynard (1845-1929), de Britse preparateur Rowland Ward (1848-1912), die verschillende dieren gebruikte voor zaken die in huis gebruikt konden worden (zoals de hieronder afgebeelde serveertafel in de vorm van een beer), de Amerikaanse zoöloog William Hornaday (1854-1937) en de Nederlander Herman ter Meer (1871-1934), evenals zijn gelijknamige vader (1838-1917) werkzaam als preparateur bij het natuurhistorisch museum in Leiden (ook zijn groot- en overgrootvader waren preparateur). Verder kan genoemd worden de Amerikaanse schilder Charles Peale (1741-1827), die als autodidact zelf diverse vogels opzette.

## Nederlandse preparateurs
In 1980 werd de Nederlandse Vereniging van Preparateurs (NVP) opgericht.
In het Venlose familiebedrijf Bouten & Zn werkt anno 2020 de vierde generatie. Het werd in 1918 opgericht door Leo Bouten. In het atelier zijn onder andere het nijlpaard Tanja uit Artis en de stier Herman opgezet.
Het Haarlemse bedrijf 'Darwin' bestaat sinds 2012. Het heeft artistieke ambities en wordt geïnspireerd door de taxidermie van de zeventiende eeuw.

## Afbeeldingen

### Portretten van preparateurs

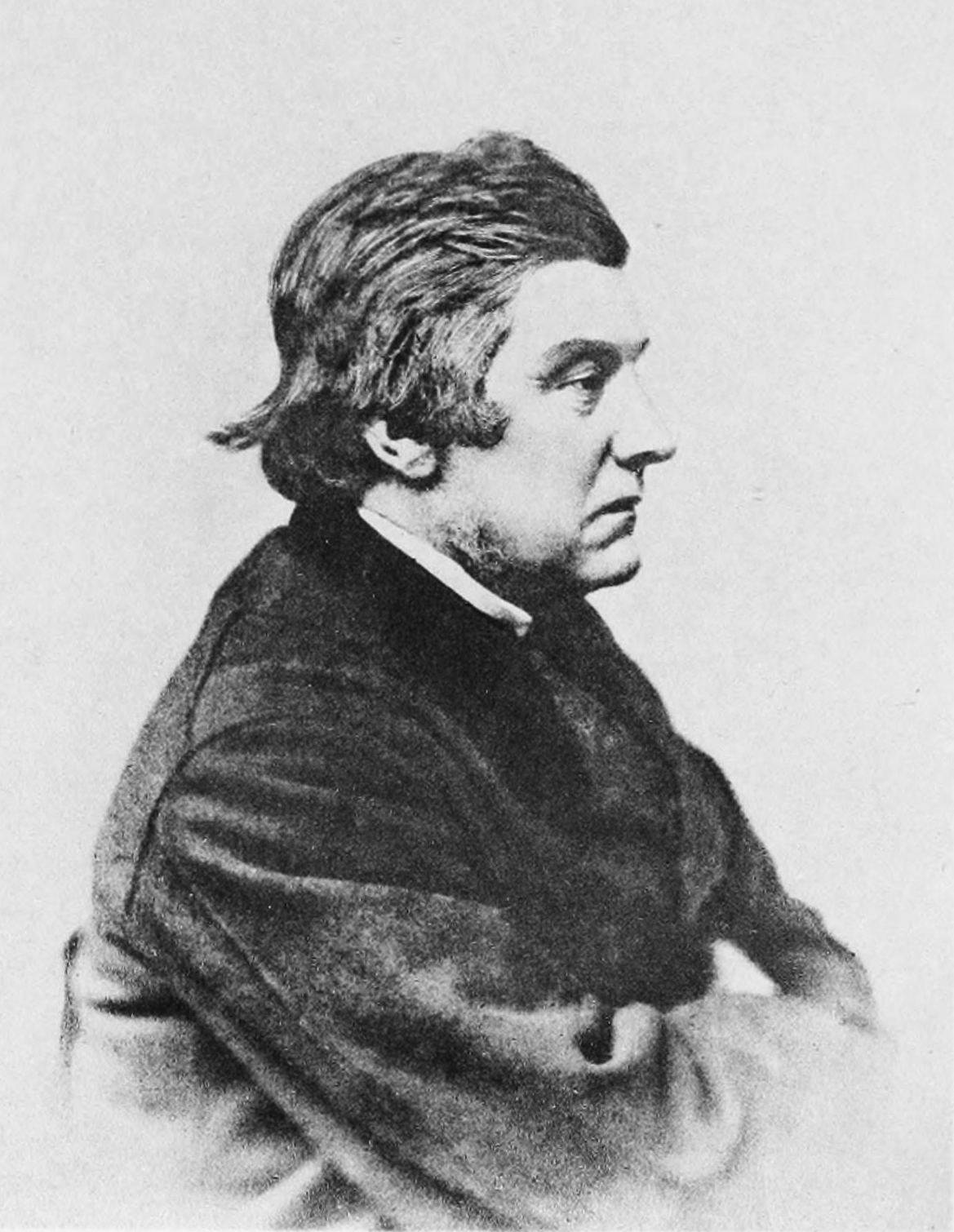
John Hancock
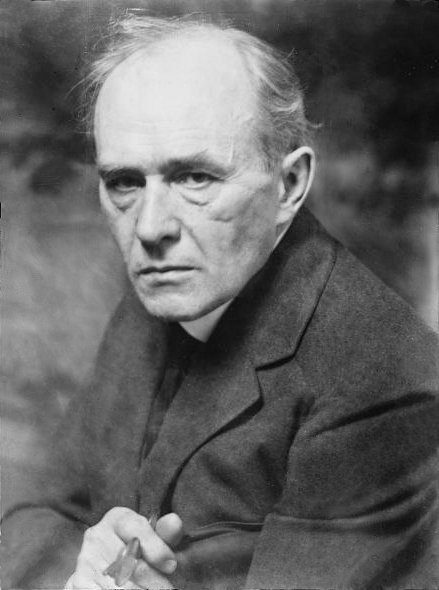
Carl Akeley
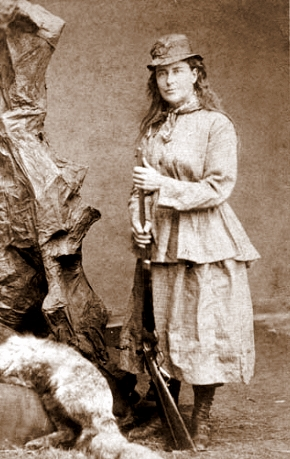
Martha Maxwell
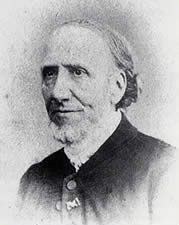
Jules Verreaux
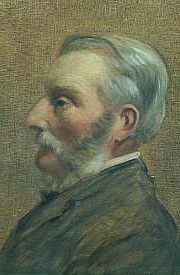
Walter Potter
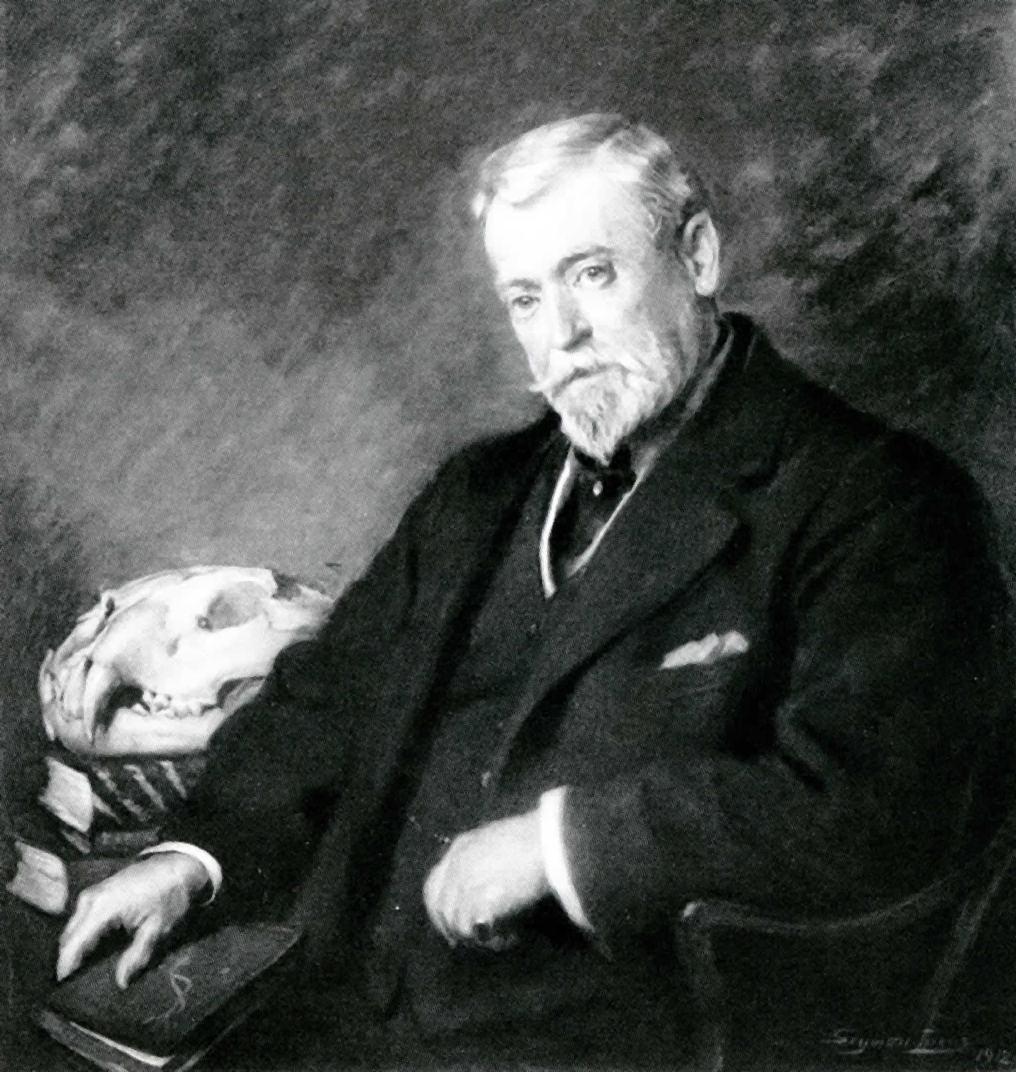
Rowland Ward
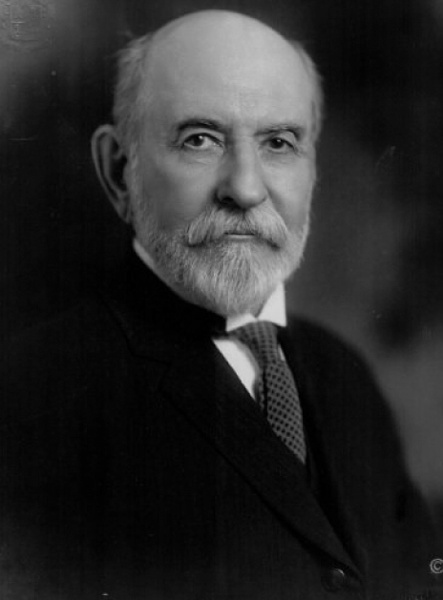
William Hornaday
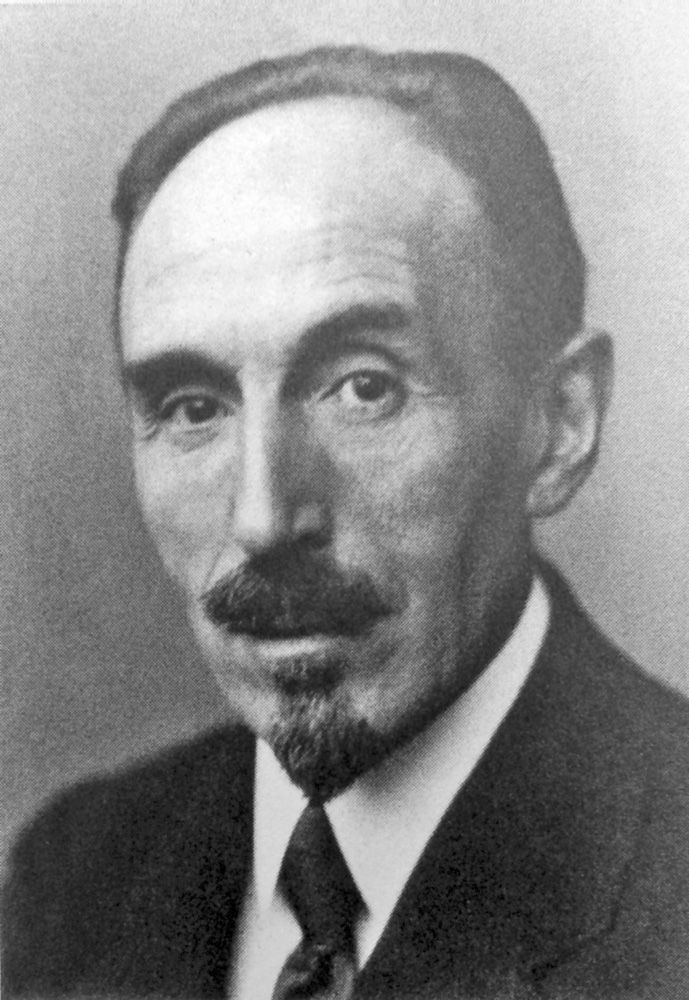
Herman ter Meer
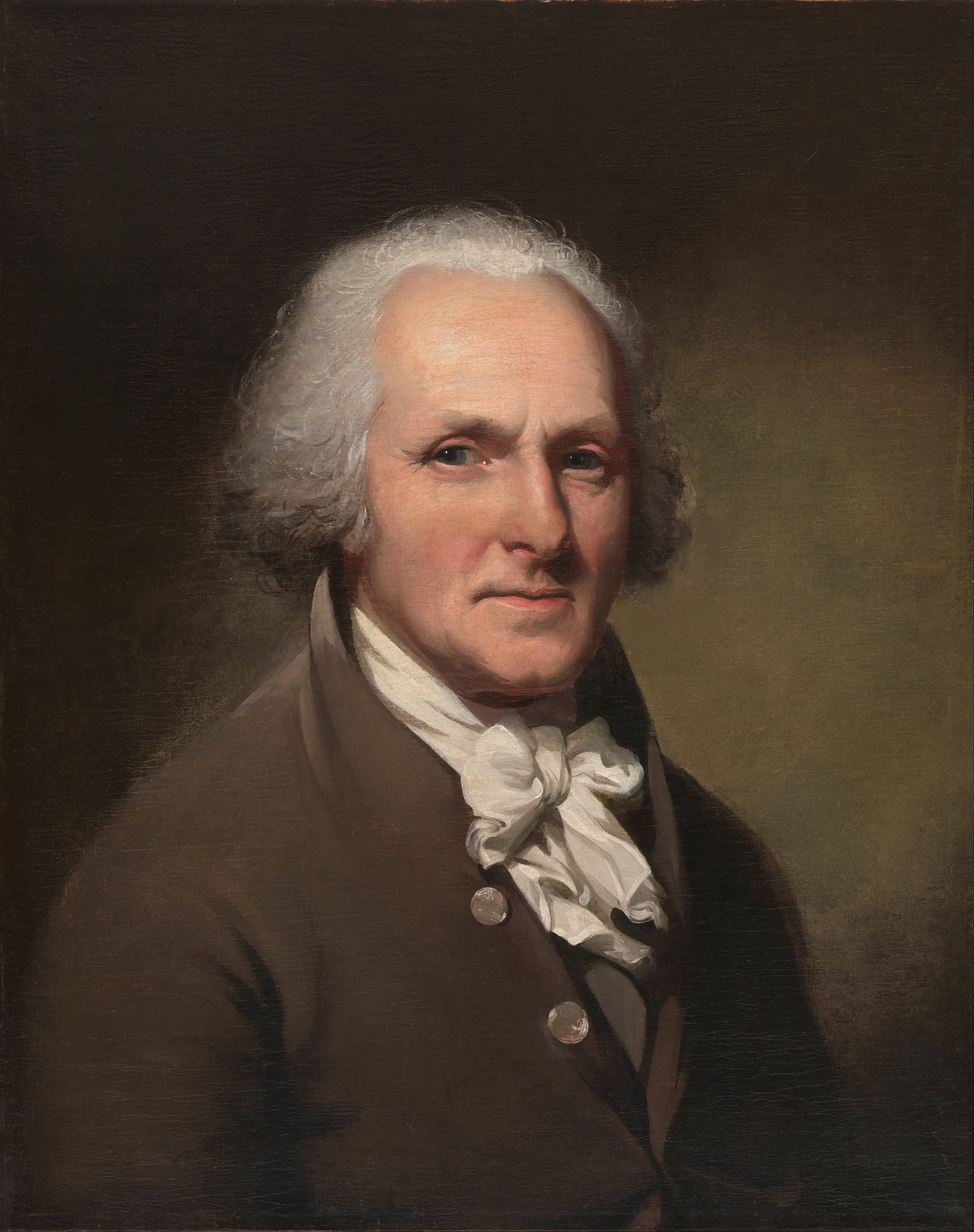
Charles Peale (zelfportret)

### Antiek werk

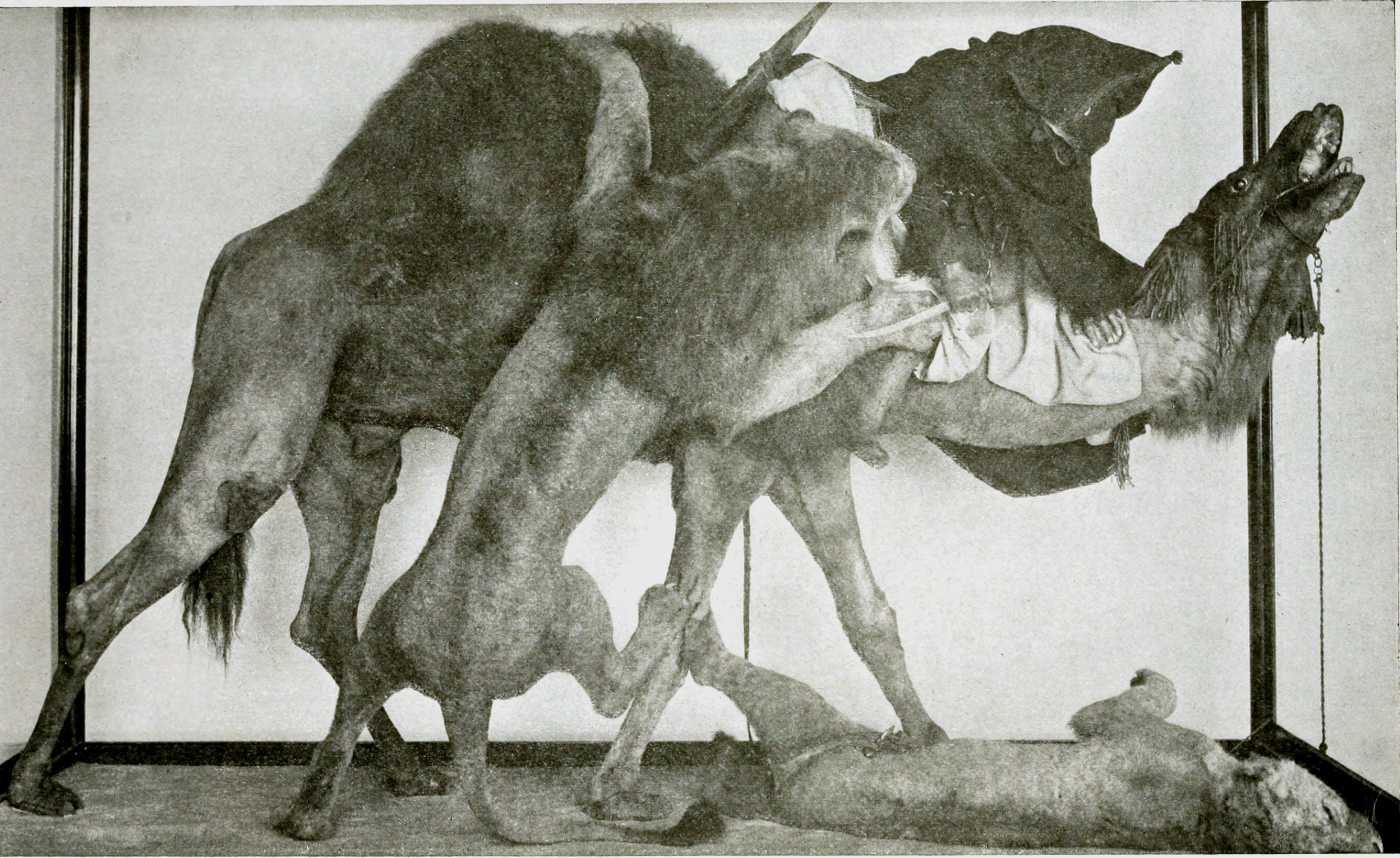
Leeuw die een bereden kameel aanvalt. Werk van de gebroeders Jules en Édouard Verreaux. Het hoofd van de berijder (met tulband) bleek in 2017 een echte menselijke schedel te bevatten.
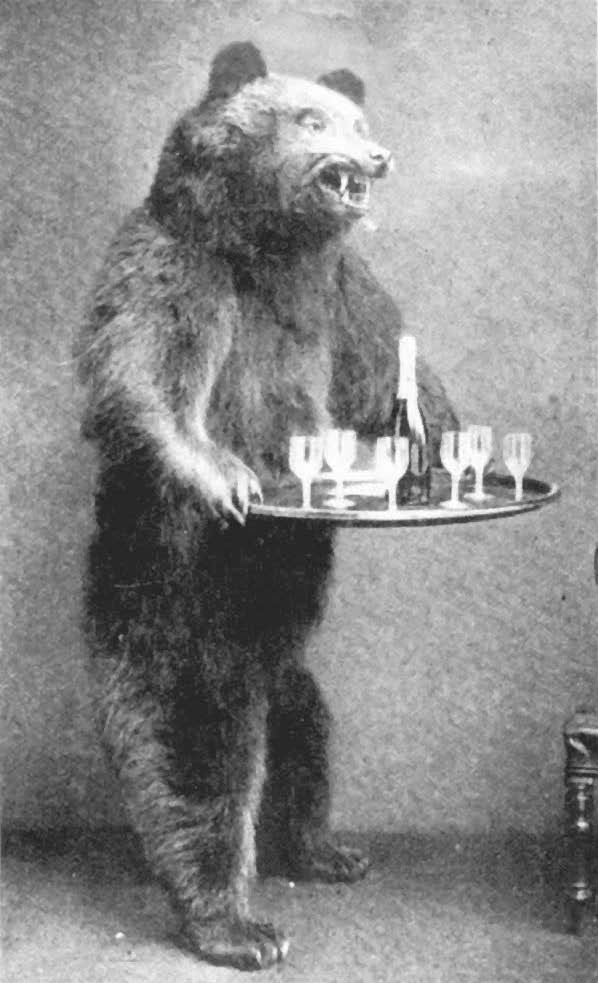
Een serveertafel van Rowland Ward: een beer die een dienblad vasthoudt (afgebeeld in The Strand Magazine, 1896)
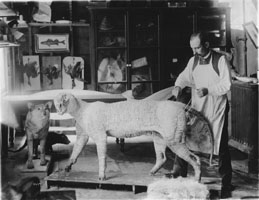
William Hornaday bij een opgezette tijger